# St. Vitus (Wechingen)

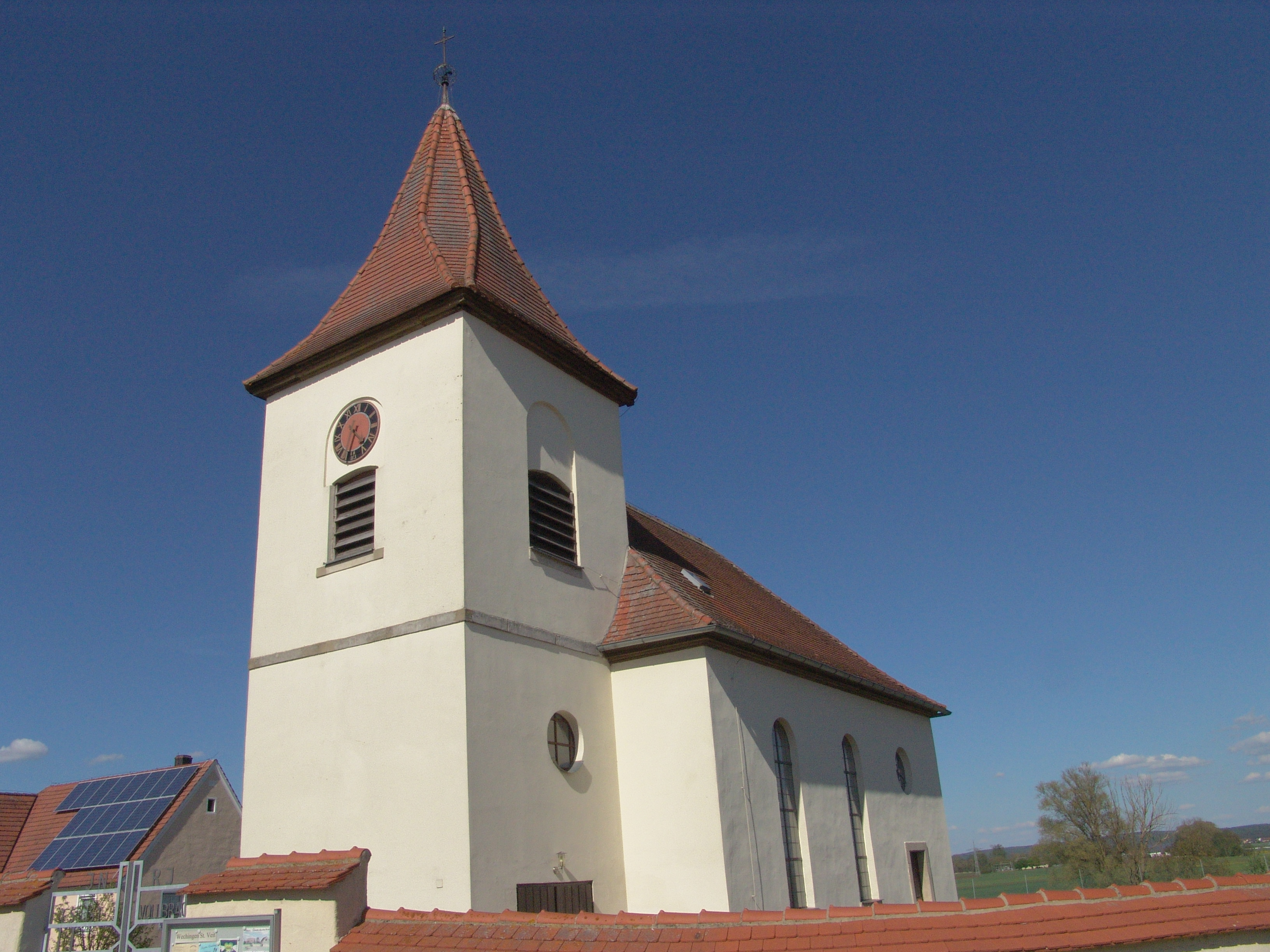
St. Vitus in Wechingen

Die evangelisch-lutherische Filialkirche St. Vitus steht in Wechingen, einer Gemeinde im schwäbischen Landkreis Donau-Ries von Bayern. Das Bauwerk ist in der Liste der Baudenkmäler in Wechingen als Baudenkmal unter der Nr. D-7-79-226-1 eingetragen. Die Kirche gehört zum Evangelisch-Lutherischen Dekanat Oettingen im Kirchenkreis Augsburg der Evangelisch-Lutherischen Kirche in Bayern, wird aber von der katholischen Kirchengemeinde genutzt.

## Beschreibung
Die Saalkirche wurde 1735 unter Karl Wilhelm Friedrich vom Fürstentum Ansbach erbaut. Der Entwurf im Markgrafenstil wird Johann David Steingruber zugeschrieben. Sie besteht aus einem im Osten dreiseitig geschlossenen Langhaus, das mit einem Walmdach bedeckt ist, und einem Kirchturm auf quadratischem Grundriss im Westen, dessen Obergeschoss die Turmuhr und den Glockenstuhl beherbergt und der mit einem spitzen Helm bedeckt ist. Der Innenraum des Langhauses hat an drei Seiten Emporen, nur nicht im Osten, dort steht der Kanzelaltar. Hinter ihm befindet sich die Sakristei. 1874 wurde eine gebrauchte Orgel aufgestellt.